# سيلكوك إيكر
سيلكوك إيكر (بالتركية: Selçuk Eker)‏ (مواليد 18 ديسمبر 1991) هو ملاكم تركي، مثّل بلاده في الألعاب الأولمبية الصيفية 2012.

## روابط خارجية
سيلكوك إيكر على موقع أوليمبيديا (الإنجليزية)